# Casa del Cordón (Santo Domingo)

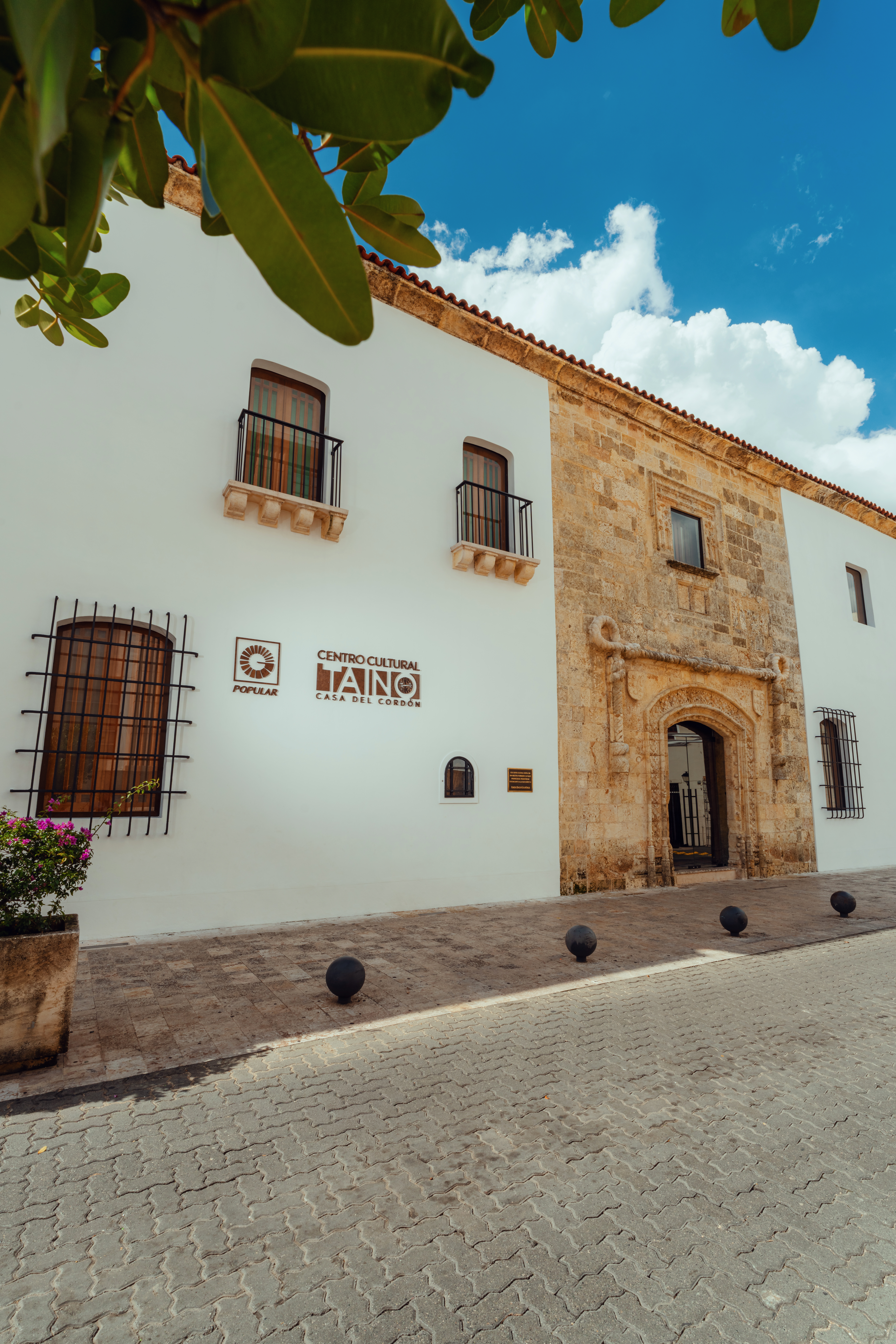
Centro Cultural Taíno Casa del Cordón

La Casa del Cordón es un inmueble situado en la Ciudad Colonial de Santo Domingo, en la República Dominicana. Fue una de las primeras casas de piedra de América,[cita requerida] y probablemente la primera de dos pisos construida por los europeos (las civilizaciones prehispánicas ya contaban con casas de piedra;[cita requerida] en Perú hubo distintas civilizaciones con casas de piedra hasta con 2 pisos[cita requerida]). Su nombre se debe al cordón que presenta en su fachada, el cual se asocia a la orden franciscana. Se encuentra en la calle Isabel la Católica con la esquina Emiliano Tejera.

## Historia
Existen indicios de que la construcción de la Casa del Cordón comenzó en 1503, ubicada en las cercanías del desembarcadero. A lo largo de su historia, esta edificación ha albergado a importantes figuras de la época colonial. Entre ellos destaca Francisco de Garay, un influyente personaje de principios del siglo XVI que participó en la conquista de México, ejerció como gobernador de Jamaica, fue adelantado y sirvió a Cristóbal Colón.
En 1509, el virrey Diego Colón y su esposa María de Toledo, sobrina de Fernando II, abandonaron la Torre del Homenaje, entregándosela a Francisco de Tapia, y residieron brevemente en la Casa del Cordón antes de mudarse a su residencia oficial. Asimismo, en este inmueble funcionó la Real Audiencia. También habitó en ella Miguel Díaz, alcaide de la fortaleza fundada por Bartolomé Colón en la parte oriental del río Ozama, cuando se fundó la villa de Santo Domingo.
Durante la incursión de Francis Drake en la ciudad, la Casa del Cordón fue utilizada como el lugar donde se instaló la balanza para pesar las pertenencias que los habitantes debían entregar al corsario inglés.
En algún momento de su historia, fue propiedad de Manuel Jimenes Ravelo quien a su vez era hijo del Presidente Manuel Jimenes González.

## Arquitectura
La casa tiene dos patios, en uno de los cuales se conservan arcos originales de ladrillo. Tiene una estructura de estilo gótico isabelino y mudéjar. La distribución de los interiores semeja a la de los palacios castellanos, y en su frontis, en alto, remata una ventana con vierteaguas de tipo mudéjar. En el mismo lugar conserva el escudo de Francisco de Garay. 
Para el año 1974, fue restaurada y convertida en sede de una institución bancaria Banco Popular Dominicano, y luego sucursal hasta el establecimiento del Centro Cultural Taíno Casa del Cordón, en noviembre de 2024.
El proyecto museográfico estuvo a cargo de los expertos españoles Carlos León Amores y Jorge Ruiz Ampuero, en colaboración con el Estudio Reid, responsable de la decoración arquitectónica y museografía del primer piso del inmueble. Además, la restauración del edificio histórico fue liderada por la arquitecta Virginia Flores y el área de Ingeniería y Mantenimiento del Banco Popular.

### El cordón
El cordón que decora la casa tiene numerosos ejemplos en España, como el Palacio del Cordón en Zamora o la Casa del Cordón en Burgos, y pertenece esta decoración al último cuarto del siglo XV.

## Centro Cultural Taíno Casa del Cordón
Actualmente, la Casa del Cordón alberga el Centro Cultural Taíno Casa del Cordón, un espacio dedicado a la difusión del patrimonio taíno y la historia colonial. Este centro, auspiciado por una institución bancaria, cuenta con la exposición permanente “Nuestros primeros pobladores”, que exhibe una colección de más de 350 piezas arqueológicas prehispánicas proporcionada por la Fundación García Arévalo.
El centro ofrece exposiciones, eventos culturales y programas educativos orientados a la preservación y divulgación de la cultura taína y la historia colonial de la República Dominicana.